# Celerina (geslacht)
Celerina is een geslacht van zeesterren uit de familie Ophidiasteridae. De wetenschappelijke naam van het geslacht werd in 1967 voorgesteld door Ailsa McGown Clark.

## Soorten
- Celerina heffernani (Livingstone, 1931)